# Special Olympics Kuwait
Special Olympics Kuwait (englisch: Special Olympics Kuwait) ist der kuwaitische Verband von Special Olympics International, der weltweit größten Sportbewegung für Menschen mit geistiger Beeinträchtigung und Mehrfachbeeinträchtigung. Ziel ist die sportliche Förderung dieser Personengruppe und die Sensibilisierung der Gesellschaft für sie. Außerdem betreut der Verband die kuwaitischen Athletinnen und Athleten bei den Special Olympics Wettbewerben.

## Geschichte
Special Olympics Kuwait wurde 1986 mit Sitz in Hawali gegründet.

## Aktivitäten
Der Verband nahm 2015 am Programm Athlete Leadership teil, das von Special Olympics International ins Leben gerufen worden waren.

### Sportarten
Folgende Sportarten wurden 2015 vom Verband angeboten:
- Badminton (Special Olympics)
- Basketball (Special Olympics)
- Boccia (Special Olympics)
- Bowling (Special Olympics)
- Floor Hockey (Special Olympics)
- Freiwasserschwimmen (Special Olympics)
- Fußball (Special Olympics)
- Kraftdreikampf (Special Olympics)
- Leichtathletik (Special Olympics)
- Radsport (Special Olympics)
- Reiten (Special Olympics)
- Schneeschuhlaufen (Special Olympics)
- Schwimmen (Special Olympics)
- Tischtennis (Special Olympics)

### Teilnahme an Weltspielen vor 2020
(Quelle: )
- 2007 Special Olympics World Summer Games, Shanghai, China
- 2009 Special Olympics World Winter Games, Boise, USA
- 2019 Special Olympics, World Summer Games, Abu Dhabi (54 Athletinnen und Athleten)[2]

### Teilnahme an den Special Olympics World Summer Games 2023 in Berlin
Special Olympics Kuwait nahm den Special Olympics World Summer Games 2023 teil. Die Delegation wurde vor den Spielen im Rahmen des Host Town Program vom Berliner Bezirk Neukölln betreut und bestand aus 60 Personen. Das Team erwarb sieben Gold, zehn Silber- und vier Bronzemedaillen.

### Teilnahme an Weltspielen nach 2023
- 2025 Special Olympics World Winter Games, Turin, Italien (2 Athletinnen)[6]